# NERIT
NERIT, der ehemalige staatliche Rundfunk Griechenlands, startete am 4. Mai 2014. Er löste den Interims Rundfunk DT ab, welcher wiederum den 2013 geschlossenen Rundfunk ERT ersetzte. NERIT (ΝΕΡΙΤ) steht für Neues Griechisches Radio, Internet und Fernsehen (Νέα Ελληνική Ραδιοφωνία, Ίντερνετ και Τηλεόραση). Er sendete letztmals am 10. Juni 2015 und ging nach Wiederinbetriebnahme des ERT in diesem auf.

## Geschichte
Der öffentlich-rechtliche Sender ERT wurde am 11. Juni 2013 aus finanziellen Gründen durch die damalige Regierung des Ministerpräsidenten Antonis Samaras geschlossen. Darauf folgten wochenlange Proteste und internationale Kritik unter anderem auch von der Europäischen Rundfunkunion EBU. Am 10. Juli 2013 übernahm übergangsweise der Sender EDT die Ausstrahlung auf der alten ERT-Frequenz. Der Name des neuen Senders wurde kurz darauf von EDT in DT (Dimosia Tileorasi) öffentliches Fernsehen und Radio geändert. Er sendete allerdings nur ein Minimalprogramm, das größtenteils aus Wiederholungen bestand.
Nach einer Planungsphase begann NERIT am 4. Mai 2014 mit seinem Sendebetrieb. Der neue Rundfunk übernahm das ehemalige Bürogebäude von ERT und beschäftigte etwa 800 Journalisten und Techniker, etwa halb so viele wie zuvor ERT.
Am 6. Mai 2014 wurde NERIT-Vorstandschef Giorgos Prokopakis vom Aufsichtsrat entlassen, am 11. September 2014 traten sein Nachfolger, Antonis Makridimitris, und Geschäftsführer Rodolfos Moronis im Zusammenhang mit öffentlichen Auseinandersetzungen um die politische und redaktionelle Unabhängigkeit des Senders von ihren Funktionen zurück.
Im Dezember 2014 wurde NERIT Mitglied der Europäischen Rundfunkunion (EBU).
Im Juni 2015 löste die neue, linksgerichtete Syriza-Partei ihr Wahlversprechen ein und ERT übernahm wieder den Sender. NERIT wurde geschlossen.

## Sender

### Fernsehsender
NERIT betrieb drei Fernsehsender:
- Nerit 1
- Nerit Plus
- Nerit HD

### Radiosender
NERIT betrieb folgende Radiosender:
- Proto (Programma 1)
- Deftero (Programma 2)
- Trito (Programma 3)
- Kosmos
- NERIT Macedonia